# Henrik Knudsen Gyldenstierne (1540-1592)
 Der er flere personer med dette navn, se Henrik Knudsen.
Henrik Knudsen Gyldenstjerne (født 1. januar 1540, død 2. april 1592) til Ågård var dansk admiral.
Han var søn af rigsråd Knud Gyldenstjerne og stammede fra Restrup-delen af Gyldenstjerne-slægten.

## Ejendomme
Foruden Ågård ejede Henrik Gyldenstjerne i 1579 Kjellerup Hovedgård, inden han overdrog gården til kronen året efter.

## Efterkommere
Henrik Gyldenstjerne fik 6 børn sammen med to hustruer. Han ægtede sin første kone, Lisbeth Ottesdatter, af slægten Brahe og datter af rigsråd Otto Tygesen Brahe i 1563. Han blev gift med sin anden kone Mette Rud i 1574. Hun var datter af admiral Otto Rud.
Blandt hans børn var Knud Henriksen Gyldenstierne.